# オオズグロカモメ

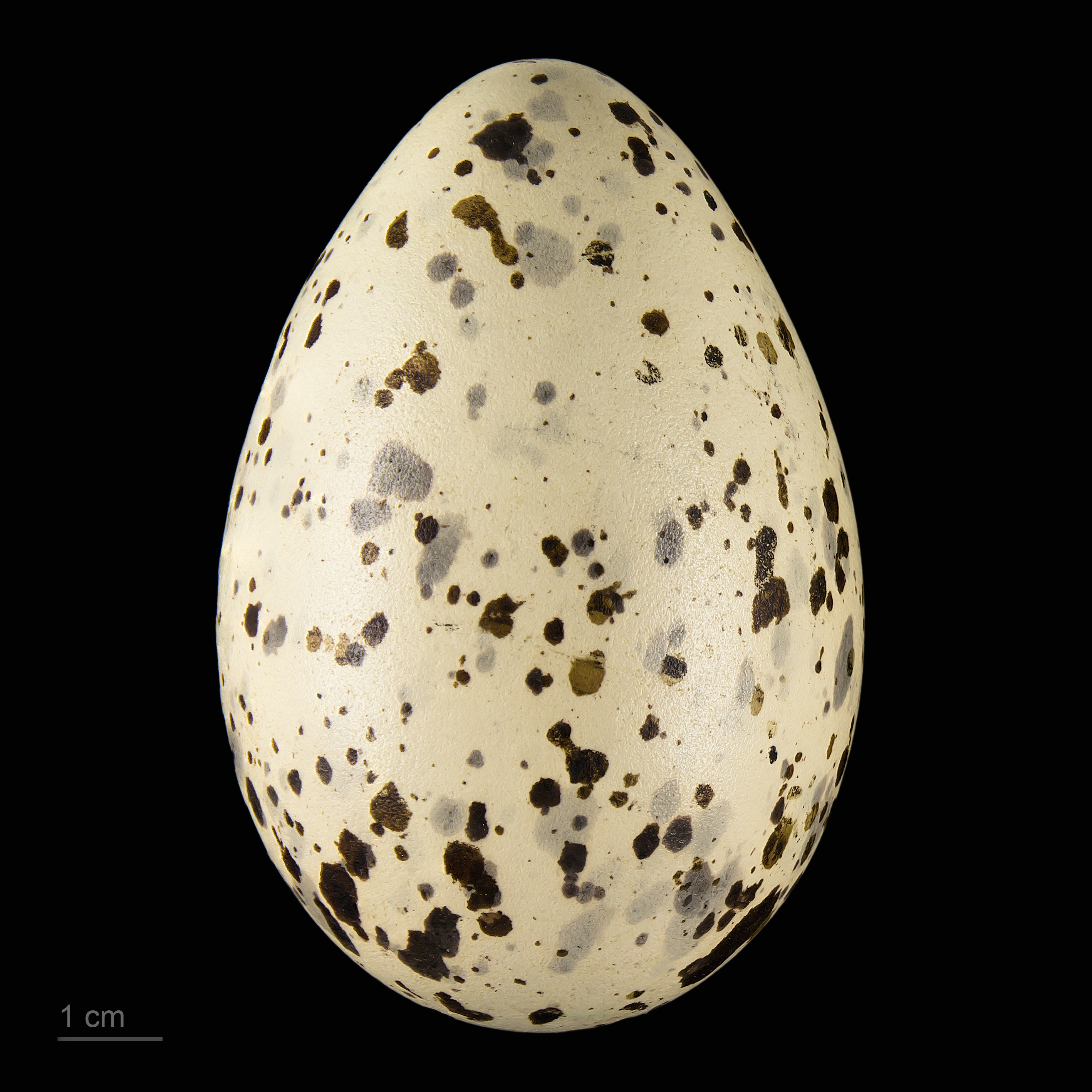
Larus ichthyaetus

オオズグロカモメ（大頭黒鴎、学名：Ichthyaetus ichthyaetus）は、チドリ目カモメ科に分類される鳥類の一種である。

## 分布
ロシア南部から中央アジアにかけて局地的に繁殖する。冬期は紅海からインド沿岸に渡り越冬する。
日本では主に九州地方に冬鳥として渡来するが、数は少なく局地的である。現在定期的に渡来が確認されているのは、熊本県の球磨川河口付近だけである。

## 形態
全長約69cm。セグロカモメよりも大型なカモメである。夏羽は頭部が黒く眼の上下に白色部があり、背中や翼上面は青灰色で体の下面は白色である。嘴は黄色で先端部に黒色の帯がある。冬羽では頭部は白く、眼の周囲から後頭部にかけて黒斑が散らばっている。ただし、他の種類と比べて夏羽に換羽する時期が早く、2月頃に夏羽に換羽している個体もある。雌雄同色である。

## 生態
繁殖期には、内陸の湖沼や河川の周囲に生息する。非繁殖期には、内湾、干潟、河口に生息する。日本では、セグロカモメの群れに混じって1、2羽でいることが多い。
食性は動物食で、魚類、小哺乳類、昆虫類を捕食する。
繁殖形態は卵生。繁殖期は5-7月で地上に営巣し、2-3卵を産む。
鳴き声はアアー。

## 分類
本種は以前はカモメ属（Larus）に分類されていたが、2005年の分子系統研究により、従来のカモメ属が単系統群ではないことが指摘され、新たにオオズグロカモメ属（Ichthyaetus）に分類されることになった。

## 類似種と識別点
冬羽はキアシセグロカモメと似ているが、体が一回り大きいことと、顔に黒斑があること、翼先端の黒色部が小さいことから区別できる。
夏羽では、体の大きさから他種区別できる（頭部が黒いカモメ類の中では、本種は特に大型である）。